# Левашово (Серпуховский район)
Левашово — деревня в Серпуховском районе Московской области. Входит в состав Данковского сельского поселения (до 29 ноября 2006 года входила в состав Бутурлинского сельского округа).

## Население
| 2002 | 2006 | 2010 |
| ---- | ---- | ---- |
| 77   | ↘56  | ↗69  |

## География
Левашово расположено примерно в 8 км (по шоссе) на северо-восток от Серпухова, на левом берегу реки Речма (левый приток Оки), высота центра деревни над уровнем моря — 140 м.

## Современное состояние
На 2016 год в деревне зарегистрировано 5 улиц и 4 садовых товарищества. Левашово связано автобусным сообщением с райцентром и соседними населёнными пунктами.